# Город краевого значения
Город краевого значения (подчинения) — самостоятельная административная единица края, субъекта Российской Федерации (РФ), наравне с районами, и подчиняющаяся непосредственно администрации субъекта РФ. К такой категории относятся, как правило, административные центры субъектов РФ, а также крупные районные центры. В ряде случаев таким же статусом, приравненным к районам, обладают некоторые посёлки городского типа и посёлки сельского типа (как правило, ЗАТО). В ОКАТО ЗАТО определяются как — сельские населённые пункты, посёлки городского типа, города краевого, областного значения (подчинения), находящиеся в ведении федеральных органов государственной власти и управления. В рамках муниципального устройства такие города (и некоторые посёлки), как правило, образуют самостоятельные городские округа, которые не входят в состав муниципальных районов.
Края, в которых некоторые города краевого значения (подчинения) входят в состав муниципальных районов и образуют городские поселения: Камчатский край, Краснодарский край, Хабаровский край. В них же города краевого значения (подчинения) входят в состав административных районов. В Ставропольском крае некоторые города краевого значения (подчинения) входят в состав районов как территориальных единиц.
В Забайкальском крае города краевого значения (подчинения), согласно Реестру и закону об административно-территориальном устройстве, отсутствуют, причём они отсутствовали и в Читинской области на момент преобразования в край.

## История
Города областного подчинения сформировались в 1917—1931 гг. в Советской России и в дальнейшем в СССР в процессе административно-территориальных преобразований, в эту категорию определялись административные центры краёв и некоторые другие города.
После распада СССР сравнительно небольшое число городов утратило статус города краевого подчинения (значения), а кроме того, в 2000-х в разряд городов краевого значения (подчинения) был переведён ряд городов областного значения (подчинения) и один окружного значения (подчинения) в результате объединения Пермской области и Коми-Пермяцкого округа.

## Список бывших городов и посёлков городского типа краевого подчинения (значения) РСФСР и Российской Федерации
| Город                        | Субъект РСФСР/РФ  | Годы      | Статус после преобразования                                    |
| ---------------------------- | ----------------- | --------- | -------------------------------------------------------------- |
| Горняк                       | Алтайский край    |           | Город районного подчинения.                                    |
| Заозёрный                    | Красноярский край | 1952—2008 | Город районного значения.                                      |
| Змеиногорск                  | Алтайский край    | 1952—2008 | Город районного значения.                                      |
| Игарка                       | Красноярский край | ?—2005    | Город районного значения.                                      |
| Камень-на-Оби                | Алтайский край    | 1933—2015 | Город районного значения.                                      |
| пгт Красноярск-66 (Кедровый) | Красноярский край | 1965—2007 | Посёлок городского типа районного значения. До 2007 года ЗАТО. |